# Mljeti-tavak
A Mljeti-tavak (horvátul: Mljetska jezera) tulajdonképpen egy tengeröböl Horvátországban, az Adriai-tengerben, Mljet szigetének északnyugati partján.

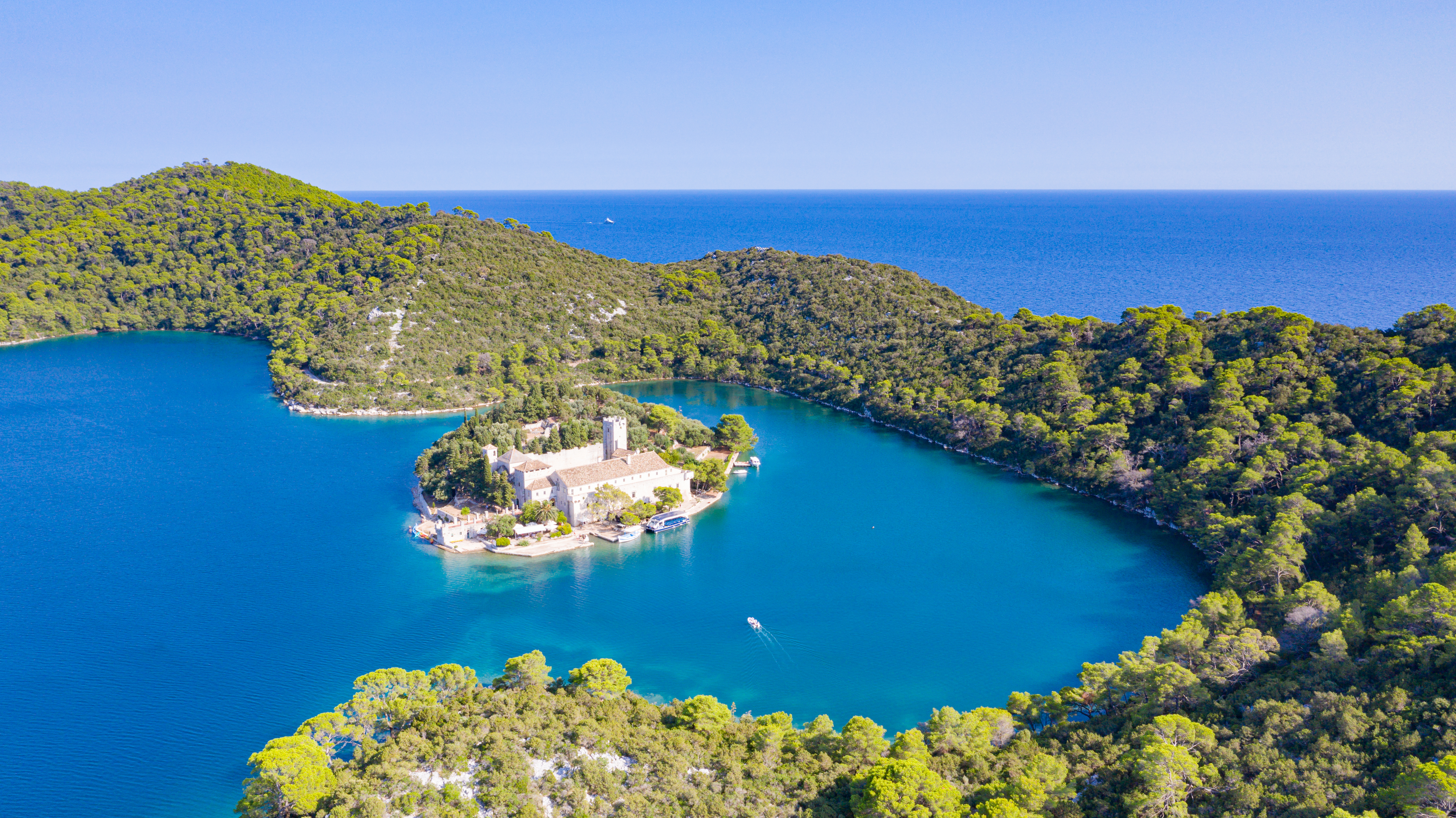
A Nagy-tó részlete a Szent Mária kolostorral

A Mljeti-tavak a pleisztocén utáni tengerszint emelkedés során tónak tűnő karsztvölgyek süllyedésével alakultak ki (innen a név). A tavak két részből állnak, a Nagy-tóból (1,45 km², maximális mélység 47 m) és Kis-tóból (0,24 km², legnagyobb mélység 30 m), amelyeket mesterségesen mélyített átjáró köt össze (30 m hosszú, legfeljebb 2,6 m széles és 0,5 m mély). A Nagy tavat a Soline-öböllel egy mesterségesen épített széles árok is összeköti (amely 30 m hosszú, 10 m széles, legfeljebb 2,5 m mély), a nyílt tengerhez pedig a Soline-öblön át csatlakozik (az öböl 1 km hosszú, 200 m széles, 3 m mély). ). A tavak vize sós (főleg télen), hőmérsékletük a környező tengerhez hasonlóan nyáron magasabb, télen alacsonyabb. A Kis-tóban alkalmanként hidrogén-szulfid képződik. A Nagy-tó gazdag halakban, rákokban (homár) és kagylókban. A tó partját dús Aleppo fenyves borítja. A tó körül egy út vezet. A Nagy-tavon található a Szent Mária-sziget, templommal és egy 12. századi bencés kolostorral (Hotel Melita). A Mljeti-tavakat, valamint a Mljet-sziget északnyugati részét 1960-ban nemzeti parkká nyilvánították.